# Bărbătescu
Bărbătescu – wieś w Rumunii, w okręgu Jałomica, w gminie Axintele. W 2011 roku liczyła 210 mieszkańców.